# L'Estampe originale
Ne doit pas être confondu avec L'Estampe moderne ou L'Estampe nouvelle.
L'Estampe originale est une publication française proposant des gravures originales sous forme d'albums, initialement créée par Auguste Lepère en mai 1888 à Paris, puis reprise par André Marty en mars 1893. Elle cesse de paraître en mars 1895.

## Contexte
Les techniques photomécaniques d'impression commencent à se répandre aux alentours de 1875 ; dix ans plus tard la xylographie industrielle est morte et cède la place à des procédés comme l'héliogravure, mais relancent l'intérêt des collectionneurs pour la gravure manuelle, l'eau-forte, la lithographie, la gravure sur bois : l'estampe tente alors de renouer avec le marché de l'art après avoir culminé au XVIIIe siècle et dans le premier tiers du XIXe siècle.
D'autre part, la notion de « tirage original » commence à prendre du sens à l'heure où se multiplient les « gros tirages ». Avec le début de l'âge d'or de l'illustration, certains marchands et éditeurs cherchent à vendre aux amateurs l'idée d'un art multiple mais soigné, artisanal et plus accessible, fabriqué à tirage limité, comme le fit en France Richard Lesclide, lequel échoua sur le plan commercial, et Auguste Lepère, entre autres. En Grande-Bretagne, ce type de réflexion prend place au sein du courant Arts & Crafts qui prône, lui, un retour à certaines traditions graphiques.
Enfin, il faut entendre dans le terme « original » l'idée d'une expression singulière, ouverte, différente et en définitive moderne.

## Albums deL'Estampe originale(1888-1891)
À l'origine du renouveau de la gravure sur bois en France, Auguste Lepère, associé à Tony Beltrand et au critique Roger Marx, décident donc de proposer à la vente le 1er mai 1888 un album (ou portfolio) contenant 10 épreuves de 7 artistes différents. Intitulé Album de l'Estampe originale, il comprend un mélange de gravures sur bois, de pointes sèches et de lithographies tirées sur beau papier : cette offre mixte est une première.
Tous les membres de cette aventure éditoriale s'étaient réunis sous le label de la Société de l'estampe originale : il y avait, outre Lepère et Beltrand, Félix Bracquemond, Daniel Vierge, Henri Boutet et Henri Patrice Dillon.
Chaque tirage était limité à 150 exemplaires numérotés et le suivi d'impression « garanti par l'artiste en personne ». Le prix de vente était de 100 francs. Ce premier numéro, si l'on en croit Beraldi, fut un échec.
Lepère et ses associés parvinrent à publier deux autres albums, respectivement en 1889 et en mai 1891, puis revendirent le titre à un certain André Marty.

## L'Estampe originale (1893-1895)
Directeur du Journal des artistes, André Marty reprend le procédé de la Société de l'Estampe originale en proposant en mars 1893 un portfolio intitulé L'Estampe originale contenant également dix épreuves issues de trois techniques (cuivre, bois et pierre). Entre-temps, les amateurs commencent à s'emballer pour ce type de publication. La Revue blanche et Ambroise Vollard s'installent à Paris. L'Art nouveau est à son apogée.
Le siège de la publication est au 17 rue de Rome et elle se veut trimestrielle. Outre que les tirages sont désormais en couleurs et de bien meilleure qualité, le choix des artistes ne laisse planer aucun doute sur l'ambition de Marty : le premier numéro propose rien de moins que Toulouse-Lautrec, un artiste qui connaît alors un véritable engouement international. Par ailleurs, Marty lance un défi commercial, puisqu’il propose l'abonnement annuel à 150 francs seulement : c'est trois moins cher que ses prédécesseurs. Il s'ouvre résolument aux impressionnistes et à des artistes étrangers.
Il demande à Roger Marx d'être de nouveau préfacier : celui-ci ne peut que constater le succès de l'entreprise, qui n'accorde que peu de place à la gravure sur bois, privilégiant désormais la lithographie. Le neuvième et dernier numéro sort en mars 1895 : en tout, 95 épreuves furent proposées au public.
D'autres revues consacrées à la promotion des arts graphiques lui succéderont, telles que L’Épreuve, Journal-album d'art en 1894, Les Maîtres de l'affiche en 1895, L'Image en 1896 ou L'Estampe moderne et L'Estampe et l'Affiche en 1897.

### Quelques artistes édités par Marty
- Georges Auriol
- Émile Bernard
- Pierre Bonnard
- Eugène Carrière
- Alexandre Charpentier
- Henri Patrice Dillon
- Henry de Groux
- Paul Gauguin
- Eugène Grasset
- Henri Guérard
- Charles Guilloux
- Charles-Louis Houdard
- Henri-Gabriel Ibels
- Charles Haslewood Shannon
- Auguste Lepère
- Maximilien Luce
- Camille Martin
- Charles Maurin
- Camille Pissarro
- Lucien Pissarro
- Puvis de Chavannes
- Odilon Redon
- Auguste Renoir
- Charles Ricketts
- Henri Rivière
- Pierre Roche
- Ker-Xavier Roussel
- Armand Seguin
- Paul Signac
- Henri de Toulouse-Lautrec
- Félix Vallotton
- Théo van Rysselberghe
- Édouard Vuillard
- James McNeill Whistler

### Albums hors série
- Le Café-Concert, lithographies de Ibels et de Toulouse-Lautrec ; texte de Georges Montorgueil.
- Mazas de Jules Vallès, lithographies par Maximilien Luce.
- En Zélande, Dieu fit la mer et nous les côtes par Alexandre Charpentier.
- Les vendanges !, texte de Léon Bloy, lithographies d'Henri de Groux.
- Yvette Guilbert par Gustave Geffroy, 16 lithographies de Toulouse-Lautrec (1894, imprimeur Léon Frémont).